# Willi Holdorf
Willi Holdorf (Blomesche Wildnis, 17 de fevereiro de 1940 – 5 de julho de 2020) foi um atleta e campeão olímpico da Alemanha Ocidental.
Depóis de um quinto lugar no Campeonato Europeu de 1962, Holdorf ocupou o terceiro posto no ranking mundial do decatlo. Para os Jogos de Tóquio, dois anos depois, o favorito era o atleta da República da China (Taiwan), Yang Chuan-Kwang, medalha de prata nos Jogos Olímpicos de Roma, quatro anos antes. A mudança nos critérios da tabela de pontos do decatlo, entretanto, retirou de Yang a grande vantagem que ele tinha sobre os demais no salto com vara, tornando a final de Tóquio mais indefinida. Mesmo assim, o alemão não estava entre os favoritos, mas acabou conquistando o ouro depois dos dois dias de competição, com um total de 7726 pontos, seu melhor resultado na carreira.
Foi eleito Atleta do Ano pelo Comitê Olímpico Alemão em 1964 e passou a fazer parte de sua direção em 1997.
Morreu no dia 5 de julho de 2020, aos 80 anos.